# やまだ豊
やまだ 豊（やまだ ゆたか、男性、1989年3月14日 - ）は、アメリカ合衆国ロサンゼルス在住の作曲家、ピアニスト。サウンドトラック・ミュージック・アソシエイツ（米国・映画音楽エージェンシー）、カレント（日本・音楽事務所）所属。

## 来歴・人物
洗足学園音楽大学音楽・音響デザインコース卒業。在学中、作曲家の渡辺俊幸、松尾祐孝に師事。2009年10月、VIENNA INSTRUMENTS ストリングス・アレンジ・コンテストにおいて最優秀賞を受賞。
TVアニメ『東京喰種トーキョーグール』、映画キングダムや、NETFLIXドラマ 今際の国のアリス 、企業TVCM「アウディ」「ジョージア」「au」など、40以上にも及ぶ作品の作曲を務める。
TVアニメ『東京喰種トーキョーグール』は公開と同時に各方面で話題を呼び、映画化・劇場化されるなど、日本のみならず、世界的人気を博す。また劇中メインテーマ曲“GLASSY SKY（歌：ドナ・バーク Donna Burke）”をはじめとしたオリジナルサウンドトラックが世界中で人気を集め、Youtubeに於いて1億9000万再生回数を突破するなど驚異的な人気を博す。レコーディングはロサンゼルスの老舗スタジオ“The Bridge Recording”で行われ、“Pirates of the Caribbean”や“Mission: Impossible II”などの音楽で知られる、世界的映画音楽の第一人者、作曲家ハンス・ジマー（Hans Florian Zimmer）率いるRemoto Control Productionにて、ミックスダウンが行われた。
2016年、川崎アゼリア輝賞受賞。
2017年、サウンドトラック・ミュージック・アソシエイツと契約。アメリカ・ロサンゼルスに拠点を移す。
2018年、自身初の海外作品となる中国映画『Cry Me a Sad River（悲伤逆流成河）』を担当。興行収入約60億円の大ヒットとなる。
また、エミネムにより、TVアニメ東京喰種挿入歌『Glassy Sky』が『Good Guy』（アルバム『Kamikaze』収録曲）にサンプリングされる。
2019年10月、TVアニメ「スタンドマイヒーローズ」のオープニング主題歌の制作をきっかけに、ボーカル曲プロジェクト「YVY」名義での活動をスタートさせる。
2020年2月6日、第43回日本アカデミー賞　優秀音楽賞を受賞。7月15日、The Path, An Ionian Myth | Spirit Blossom 2020 Animated Trailer - League of Legends がリリース初日に200万回再生を記録し、YouTube北米トレンド2位を獲得した。
2021年、TVアニメ「GREAT PRETENDER」の音楽がCrunchyroll Anime Awards Best Score賞、Best Opening賞にノミネート。
2023年、TVアニメ ヴィンランド・サガの音楽が、Jerry Goldsmith Awardsに於いてTV部門10作品のノミネートを勝ち抜き、Best Music for Televisionを受賞。

## 受賞歴
- 2009年 - VIENNA INSTRUMENTS ストリングス・アレンジ・コンテスト・最優秀賞
- 2016年 - 川崎アゼリア輝賞（川崎市）
- 2020年 - 第43回日本アカデミー賞 優秀音楽賞「キングダム」[2]
- 2021年 - Crunchyroll Anime Awards Best Score賞、Best Opening賞ノミネート
- 2023年 - Jerry Goldsmith Award Best Music for Television
- 2024年 - 10TH ANIME TRENDING AWARDS - Best in Soundtrack: YUTAKA YAMADA for VINLAND SAGA Season 2
- 2025年 - 第48回日本アカデミー賞 優秀音楽賞「キングダム 大将軍の帰還」[3]

## 主な作品

### 映画
- マダム・マーマレードの異常な謎（テレビ東京）
  - 出題編（2013年10月25日）※共同
  - 解答編（2013年11月22日）
- A.I. love you（2016年、フジテレビ）
- デスノート Light up the NEW world（2016年10月29日、ワーナー・ブラザース映画）
- 一週間フレンズ。（2017年2月18日、松竹）
- チア☆ダン〜女子高生がチアダンスで全米制覇しちゃったホントの話〜（2017年3月11日、東宝）
- 曇天に笑う〈外伝〉 ～決別、犲の誓い～（2017年、松竹）
- 劇場版 Infini-T Force（2018年2月、松竹）
- いぬやしき（2018年4月20日、東宝）
- BLEACH 死神代行篇（2018年7月20日、ワーナー・ブラザース映画）
- Cry Me a Sad River（2018年、中国映画）
- キングダム（2019年4月19日、東宝 / ソニー・ピクチャーズ エンタテインメント）
  - キングダム2 遥かなる大地へ（2022年7月15日）
  - キングダム 運命の炎（2023年7月28日）
  - キングダム 大将軍の帰還（2024年7月12日）
- 仮面病棟（2020年3月6日、ワーナー・ブラザース映画）
- 東京リベンジャーズ（2021年7月9日、ワーナー・ブラザース映画）
  - 東京リベンジャーズ　血のハロウィン編
    - 運命 2023年4月21日公開
    - 決戦 2023年6月30日公開
- CUBE 一度入ったら、最後（2021年10月22日、松竹）
- ゴールデンカムイ（2024年1月19日、東宝）
- 赤羽骨子のボディガード（2024年8月2日、松竹）

### ドラマ
- マルモのおきて（2011年4月24日 - 7月3日、フジテレビ） ※共同
  - マルモのおきてスペシャル（2011年10月9日、フジテレビ）
  - マルモのおきてスペシャル2014（2014年9月28日、フジテレビ）
- HUNTER〜その女たち、賞金稼ぎ〜（2011年10月11日 - 12月13日、関西テレビ・フジテレビ系） ※共同
- 僕のいた時間（2014年1月8日 - 3月19日、フジテレビ） ※共同
- ちょっとは、ダラズに。（2014年1月29日、NHK BSプレミアム）
- 水球ヤンキース（2014年7月12日 - 9月20日、フジテレビ） ※共同
- ボーダーライン（2014年10月4日 - 11月1日、NHK）
- 天皇の料理番（2015年4月26日 - 7月12日、TBS） ※共同
- フジコ（2015年11月13日配信開始、Hulu / J:COM、全6話）
- わたしを離さないで（2016年1月15日 - 3月18日、TBS）
- デスノート NEW GENERATION （2016年9月16日配信開始、Hulu）
- 突然ですが、明日結婚します（2017年1月23日 - 3月20日、フジテレビ） ※共同
- 東海テレビ×WOWOW 共同製作連続ドラマ 犯罪症候群（2017年）
  - Season 1（2017年4月8日 - 5月27日、東海テレビ・フジテレビ系）
  - Season 2（2017年6月11日 - 7月2日、WOWOW)
- 真犯人（2018年9月23日 - 10月21日、WOWOW)
- 連続ドラマW「オペレーションZ 〜日本破滅、待ったなし〜」（2020年3月15日 -　4月19日、WOWOWプライム）※メインテーマのみ
- 今際の国のアリス （Netflix）
  - Season 1 2020年12月10日配信
  - Season 2 2022年12月22日配信
  - Season 3 2025年09月25日配信
- プロミス・シンデレラ（2021年7月13日 - 9月14日、TBS）
- 競争の番人（2022年7月11日 - 9月19日、フジテレビ）
- 幽☆遊☆白書（2023年12月14日配信、Netflix）
- 坂の上の赤い屋根（2024年3月3日 - 3月31日、WOWOW）
- ゴールデンカムイ -北海道刺青囚人争奪編-（2024年10月6日 - 12月1日、WOWOW)

### アニメ
- ソウルリヴァイヴァー※プロモーションムービー（2013年）
- ソードガイ 装刀凱 ※プロモーションムービー（2013年）
- 東京喰種トーキョーグール シリーズ（2014-2018年）
  - 東京喰種トーキョーグール（2014年）
  - 東京喰種トーキョーグール√A（2015年）
  - 東京喰種トーキョーグール [JACK]（2015年）
  - 東京喰種トーキョーグール [PINTO]（2015年）
  - 東京喰種トーキョーグール:Re（2018年）
- 鬼斬（2016年、TOKYO MX・BSフジ）※メインテーマのみ
- Infini-T Force（2017年）
- ヴィンランド・サガ（2019年）
  - ヴィンランド・サガ SEASON 2（2023年）
- バビロン（2019年）
- スタンドマイヒーローズ（2019年、オープニング主題歌のみ、YVY名義）
- GREAT PRETENDER（2020年）
  - GREAT PRETENDER razbliuto（2024年）
- NIGHT HEAD 2041（2021年）
- Candy Caries - Stop motion anime PV（2021年）
- Catwoman: Hunted (2022年2月8日, Warner Bros. Animation)
- 喧嘩独学（2024年）[4]
- 真・侍伝YAIBA (2025年)
- BLACK TORCH（時期未定）[5]
- My Melody & Kuromi (2025年7月24日, Netflix)

### ゲーム
- The Path, An Ionian Myth | Spirit Blossom 2020 Animated Trailer - League of Legends (2020, Riot Games USA)
- Ahri, The Nine-Tailed Fox | Champion Theme - League of Legends (2023, Riot Games USA)

### テレビ番組
- NEWS WEB 24（2012年4月 - 2013年3月、NHK）
- NEWS WEB（2013年4月 - 2014年3月、NHK）
- 先人たちの底力 知恵泉（2013年4月 - 、NHK）
- NHK NEWSLINE（2013年4月 - 、NHKワールドTV） ※共同
- NHKスペシャル シリーズ 金メダルへの挑戦（2014年1月 - 2月、NHK）

### CM
- 大東建託（2011年）
- ライオン（2011年）
- 中日本高速道路（2012年）
- ジョージア「この国を支える人々」篇（2015年）
- au Hello, New World（2015年）
- Samsung Galaxy 「昨日までを、超えてゆけ」 篇
  - #3 巨獣（2017年）
  - #4 日食（2017年）
  - #3.5 Yui meets Wataru（2017年）
  - #5 永恋（2017年）
- Crunchyroll（2018年、アメリカ合衆国）

### その他
- 公益財団法人札幌交響楽団コンサートアレンジ（2011年）
- どこかで家族（2014年3月8日、NHKFMシアター）

### 純音楽作品
- フルートと弦楽合奏の為の組曲（2009年）
- 100万回生きたねこ組曲（サクソフォーン15重奏曲、2010年）
- ごんぎつね組曲（サクソフォーン6重奏曲、2011年）